# Della mercatura e del mercante perfetto
Della mercatura e del mercante perfetto, escrito por Benedetto Cotrugli en Nápoles en 1458, fue un manual de comercio, que contuvo el primer manuscrito de contabilidad.  En 1573 se publicó una edición impresa en Venecia y en 1582 una traducción al francés titulada Traité de la marchandise et du parfait marchand. El título ha sido traducido en inglés con los nombres alternativos de  Of commerce and the perfect merchant, On merchantry and the perfect merchant, y On trade and the perfect dealer. En español se le conoce como Sobre  el  Comercio  y  el  Mercader  Perfecto.

## Historia
Varios historiadores muestran que, dado que el manuscrito fue escrito en 1458, se trata de la obra más antigua conocida sobre el sistema de contabilidad de partida doble, y, como tal, es al menos 36 años anterior al libro de Luca Pacioli (1445-1517). Generalmente se cree que la razón por la cual se considera habitualmente a Pacioli el padre de la contabilidad moderna es porque el trabajo de Cotrugli no se publicó oficialmente hasta 1573. Una versión italiana fue publicada en Venecia ese año por Franciscus Patricius. Se publicó una primera traducción al francés en 1582 en Lyon y más tarde otra en la misma ciudad el año 1613 bajo el título Parfait négociant.
Una primera copia de Della mercatura e del mercante perfetto de finales del siglo XV se encuentra en la Biblioteca Nacional de Malta. Otra copia está en Biblioteca Marciana en Venecia. En 2016 se publicó una edición crítica de los manuscritos originales. En base a ella se publicó el año siguiente la primera traducción al inglés de la obra.

## Descripción
El manuscrito consta de cuatro libros. El primero es del origen, la forma y esencia de ser un comerciante. El segundo habla del compromiso religioso de un comerciante. El tercero es de virtudes y políticas morales. El cuarto es la administración de su hogar y su familia, y sus asuntos económicos.
En el momento del manuscrito, la comercialización se consideraba un arte. El «Comerciante perfecto» o el «Distribuidor perfecto» era un hombre de cultura motivado por la buena conducta moral y las transacciones honestas con todos los que encontraba. Tenía que ser muy sensible a los intereses locales en los lugares donde realizaba negocios. Tenía que saber cómo evaluar la situación política y las leyes consuetudinarias para llevar a cabo su negocio con éxito. Kotruljevic escribió en su contabilidad y mercadería un manual de comercio que no únicamente debe ser un comerciante de un tenedor de libros — contador —, sino que también debe ser un buen escritor, un orador y un hombre de letras con  diplomacia todo el tiempo.
Él contrastó el «Mercante perfecto» con marineros y soldados al decir que muchas veces fueron ingenuos en estos puntos. Dijo que estaban tan torpes que cuando bebían en una taberna y compraban pan en un mercado, a menudo tenían delirios de grandeza y no eran muy diplomáticos.